# Medresa
Medresa (arabsko مدرسة‎, madrasa, mn. مدارس, madāris, slovensko  šola) je arabski naziv vseh vrst šolskih ustanov, posvetnih ali verskih (vseh verstev), od osnovnih do visokih. V krščanskem svetu se naziv medresa običajno nanaša na specifične verske šole ali kolegije, na katerih se poučuje in študira islam, četudi islam morda ni edini predmet študija.

## Definicija
Beseda madrasah izhaja iz trikonsonantnega semitskega korena د-ر-س D-R-S - učiti, študirati. Pomeni lahko tudi prostor ali mesto, kjer potekata učenje in študij. Beseda se kot izposojenka z enakim neškodljivim pomenom pojavlja v številnih jezikih, ki so bili pod vplivom arabščine (urdujščina, bengalščina, paštunščina, beluščina, perzijščina, turščina,  azerbajdžanščina, kurdščina, indonezijski jeziki, somalski jeziki in bosanščina). V arabskem jeziku ima beseda medresa popolnoma enak pomen kot slovenska beseda šola. V drugih jezikih in časih je lahko imela tudi drugačne pomene. V zgodnjem modernem obdobju Osmanskega cesarstva, na primer, so bile medrese nižje šole, katerih učenci so bili znani kot danišmendi. Običajen arabski naziv za univerzo je جامعة (jāmiʻah, džamija). Sorodna hebrejska beseda midraša dobesedno pomeni prostor za učenje, soroden izraz midraš pa pomeni učenje ali študij, vendar ima mistične in verske konotacije.
Tipična islamska šola ponuja dve smeri šolanja: ḥifẓ - učenje Korana na pamet (oseba, ki to zna, se imenuje ḥāfiẓ) in ʻālim,  katerega učenci so kandidati, da postanejo ugledni učeni člani skupnosti. Redni učni program vsebuje učenje arabskega jezika, tafsir (tolmačenje Korana), sharīʻah  (islamsko pravo), hadit (zapisane Mohamedove izreke in dejanja), mantiq  (logika) in islamska zgodovina. V Osmanskem cesarstvu je študij haditov uvedel sultan Sulejman I. Nekatere medrese ponujajo tudi dodatne napredne tečaje arabske zgodovine, tujih jezikov, znanosti in svetovne zgodovine. Osmanske medrese so poučevale tudi kaligrafijo, slovnico, sintakso, pesništvo, skladateljstvo, prirodoslovje, politične znanosti in etiko.
Veliko ljudi vseh starosti  se je pogosto vpisalo na medreso, da bi postali imami. Certifikat ʻālim, na primer, zahteva približno dvanajst let študija. Pomembna funkcija medrese je tudi skrb za osirotele in revne otroke, da bi jim omogočili izobraževanje in usposabljanje. Na medrese se lahko vpišejo tudi ženske, vendar študirajo ločeno od moških.

## Islamsko izobraževanje
Izraz "islamsko izobraževanje" pomeni izobraževanje v luči samega islama, ki temelji na naukih Korana, svete knjige muslimanov. Islamsko in muslimansko izobraževanje nista isto, ker ima islamsko izobraževanje epistemološko integracijo, ki temelji na Tawhidu - Enosti ali monoteizmu.

## Zgodnja zgodovina
Prva medresa je bila na posestvu Zaid bin Arkama blizu hriba Safa. Učitelj je bila sam prerok Mohamed, učenci pa   nekateri njegovi privrženci. Po begu iz Meke v Medino (hidžra) je bila v Medini na vzhodni strani mošeje  Al-Masjid an-Nabawi ustanovljena medresa Suffa. Mohamed je za njenega učitelja imenoval Ubado ibn as-Samita. Učni program medrese je vseboval predvsem poučevanje Korana, Hadita, recitiranje Korana (tadžvid), rodoslovje, razprave o prvi pomoči in drugo, na primer jezdenje konj, vojaške veščine, pisanje, kaligrafijo in atletiko. Prvi del učnega programa je vseboval obdobje od prerokov islama (nabuwwat) do zgodnjega obdobja Omajadskega kalifata. 
Leta 859 je bila v mošeji al-Qarawīyīn v  Fesu, Maroko, ustanovljena medresa Jāmiʻat al-Qarawīyīn, ki jo nekateri znanstveniki štejejo za najstarejšo univerzo na svetu. Njen status je sporen, ker je bila istega leta ustanovljena tudi univerza v Keiruanu. Univerzo v Fesu je ustanovila Fatima al-Fihri, hčerka premožnega trgovca Mohameda al-Fihrija. Za njo je bila leta 959 ustanovljena univerza al-Azhar v Kairu, Egipt.
V poznem abasidskem obdobju je seldžuški vezir Nizam al Mulk ustanovil eno od prvih velikih uradnih akademskih institucij, medreso Nizamija, ki je temeljila na neuradnih sejah (majāli) šejkov. Nizam al Mulk, katerega so kasneje umorili Asasini (Ḥashshāshīn), je proti koncu 11. stoletja v več abasidskih mestih ustanovil sistem državnih medres, ki so se takrat po njem imenovale Nizamija. 
Med vladavine Fatimidov in Mamelukov in njihovih nasledstvenih držav na srednjeveškem Bližnjem vzhodu je več predstavnikov družbene elite ustanovilo medreso  kot svojo versko nadarbino (vakuf).  Medresa ni bila samo močan statusni simbol, ampak tudi učinkovito sredstvo za prenašanje premoženja na ustanoviteljeve naslednike. To je bilo pomembno zlasti v obdobju Mamelukov, ko so oblast v državi prevzeli bivši sužnji, njihovi sinovi pa njihovih vladarskih položajev niso mogli podedovati. Položaj ustanovitelja medrese jim je omogočil zadržati pridobljeni družbeni položaj. V mameluškem obdobju je bila v Kairu zgrajena mošeja-medresa sultana Hasana.
Ameriški arabist Dimitri Gutas v Stanford Encyclopedia of Philosophy trdi, da je bilo obdobje od 11. do 14. stoletja "zlata doba" arabske in islamske filozofije, ki se je začela z Al-Gazalijevo uspešno vključitvijo logike učni program medres, in kasnejšim vzponom avicenstva.
Na začetku kalifata oziroma islamskega imperija so bile znanstvene dejavnosti zaradi odvisnosti od vladarjev sprva omejene na glavna središča. V naslednjih stoletjih so se z  razvojem muslimanskih izobraževalnih institucij – medres in mošej,  te dejavnosti preko islamskih pravnih šol in sufističnih redov prenesle tudi v podeželska mesta. V teh ustanovah so se razen verskih vsebin poučevale tudi "racionalne znanosti" kot so matematika, astronomija, astrologija, geografija, alkimija, filozofija, magija in okultizem. Izbira predmetov je bila odvisna od posamezne institucije. Medrese kljub temu niso postale središča naprednega znanstvenega študija. Z znanstvenimi razisklavami so se običajno ukvarjali učenjaki pod pokroviteljstvom vladarskih dvorov. V zlati dobi islama je kalifat doživel najvišjo  rast pismenosti med srednjeveškimi državami. Pismenost je bila primerljiva z atensko  v starem veku, vendar v mnogo večjem obsegu. V tem procesu je igrala ključno vlogo uvedba  verskih šol za otroke  (maktab) in medres.
Izhodišča za vsebino učnih programov osmanskih medres (madari) v zgodnjem modernem obdobju je postavil zgodovinar in letopisec Ahmed Taşköprüzade (1494 - 1561) med vladanjem sultana Sulejmana Veličastnega. Taşköprülüzâde je prepoznal štiri stopnje znanja – duhovno, intelektualno, ustno in pisno. Vse znanosti je razvrstil  v eno od sedem kategorij: kaligrafsko, ustno, pisno, intelektualno, duhovno, teoretsko racionalno in praktično racionalno. Prva osmanska medresa je bila ustanovljena v İzniku leta 1331, kjer so cerkveno zgradbo preuredili v medreso in jo dodelili slavnemu učenjaku Dâvûdu iz Kajseryja.
Sultan Sulejman je uvedel pomembne spremembe v hierarhiji osmanskih medres. Ustanovil je štiri glavne medrese in dve za posebne študije. Ena od njiju je bila posvečena ḥadīthu (Mohamedov nauk), druga pa medicini. Hierarhija je ostala nespremenjena do konca Osmanskega cesarstva.

### Osnovno izobraževanje
V srednjeveškem islamskem svetu so že v 10 stoletju ali celo prej  obstajale osnovne šole, imenovane maktab. Podobno kot medrese, ki so pomenile višjo stopnjo izobraževanja, so bile pogosto priključene k mošejam. V 11. stoletju je slavni perzijski islamski filozof in učitelj Ibn Sina, na Zahodu bolj znan kot Avicenna, v eni od svojih knjig napisal poglavje o maktabu z naslovom  "Vloga učitelja v usposabljanju in vzgoji otrok". Njegova vsebina naj bi bila vodilo učiteljem v osnovnih šolah. Ibn Sina je zapisal, da se učenci bolje učijo v razredih kot med individualnim poučevanjem zasebnih učiteljev. Za svojo trditev je navedel številne razloge, med njimi tekmovalnost med učenci in posnemanje in ne nazadnje razgovore in debate med njimi. Podrobno je opisal tudi učni načrt za dve stopnji osnovnega šolanja v maktabu.

#### Osnovnošolsko izobraževanje
Ibn Sina je napisal, da se morajo otroci v maktabu  šolati od šestega do štirinajstega leta. V tem času se morajo naučiti Koran, islamsko metafiziko, arabščino,  književnost, islamsko etiko in različne ročne spretnosti.

#### Srednješolsko izobraževanje
Ibn Sina šteje srednješolsko stopnjo šolanja v maktabu kot obdobje specializacije, ko naj bi učenci začeli pridobivati ročne spretnosti, ne glede na njihov socialni status.  Napisal je, da bi bilo treba otrokom po tirinajstem letu omogočiti, da izberejo in se specializirajo za predmete, ki jih zanimajo, naj bo to branje, ročne spretnosti, književnost, pridiganje, medicina, geometrija, trgovanje, obrt ali kateri koli drug predmet ali poklic, ki bi jih zanimal. Napisal je tudi, da se srednja stopnja izobraževanja dogaja v učenčevem prehodnem obdobju in morala biti zato prilagojena njegovi starosti in duševnemu razvoju.

### Visokošolsko izobraževanje
V obdobju nastajanja se je izraz medresa nanašal na visokošolski zavod, katerega učni načrt je sprva vključeval samo "verske vede", medtem ko so bile  filozofija in posvetne vede pogosto izključene.  Učni načrt se je počasi začel spreminjati. Na mnogo medresah so se začele poučevati tako verske kot posvetne znanosti, kot so logika, matematika in filozofija. Nekatere medrese so program razširile udi na zgodovino, politiko, etiko, glasbo, metafiziko, medicino, astronomijo in kemijo. Učni program je običajno dočočal ustanovitelj, na splošno pa so se poučevali tako verski kot posvetni predmeti. 
Medrese so ustanavljali po vsem islamskem svetu: v 9. stoletju je bila ustanovljena univerza Al Karauin v Fesu, Maroko, v 10. stoletju Al Azhar v Kairu, Egipt, ki je bila najslavnejša, in  v 11. stoletju  Nizamija v Iranu. Od leta 1155 do 1260 je bilo razen teh ustanovljenih še 75 medres v Kairu, 51 v Damasku in do 44 v Alepu. Še več jih je bilo v obdobju Kordovskega kalifata  ustanovljenih v andaluških mestih Kordova, Sevilja, Toledo, Granada, Murcia, Almeria, Valencija in Cádiz.
V Osmanskem cesarstvu so bile v zgodnjem modernem obdobju medrese razdeljene na nižje in specializirane. Učenci so lahko nadaljevali študij na specializiranih medresah po zaključenih tečajih na nižjih ravneh in postali znani kot danišmendi.
Medtem ko se naziv medresa zdaj nanaša na vse vrste šol, se je na začetku nanašal bolj specifično na srednjeveška islamska učna središča, kjer sta se poučevala predvsem islamsko pravo in teologija. Središča so bila običajno povezana z mošejami in ustanovljena kot nadarbina (waqf).

#### Pravna šola
Medrese  so se  po ustanovitvi šol sodne prakse (madhāhib) v 9. stoletju  v veliki meri osredotočale tudi na preučevanje islamske sodne prakse (fikh) in dovoljenj za poučevanje in izdajanje pravnih mnenj (Ijāzat al-tadrīs wa-al-iftāʼ). George Makdisi meni, da je ijaza izvor evropskega doktorata.
Za pridobitev ijāzah je moral študent študirati v cehovski pravni šoli, za osnovni dodiplomski študij  običajno štiri leta, za podiplomski študij pa deset ali več let. Doktorat je dobil po ustnem izpitu, na katerem so preverili izvirnost kandidatovih tez.  Preverili so tudi njegovo sposobnost braniti jih pred v ta namen pripravljenimi ugovori. Podoben način izpraševanja so prakticirali med celim študijem prava. Po končanem podiplomskem izobraževanju so študentom podelili ijazas, s katerim so pridobili status "učenjaka pravne prakse" (faqih), "učenjaka (mufti),  pristojnega za izdajanje pravnih mnenj (fatwās), in "učitelja" (mudarris).
Naslov ijāzat al-tadrīs se je podeljeval islamskim učenjakom, uposobljenim za poučevanje. Po Makdisijevem mnenju je latinski naslov licentia docendi (licenca za poučevanje) na evropskih univerzah morda prevod tega arabskega naslova, čeprav sta bila njuna osnovna koncepte zelo različna. Pomembna razlika med ijāzat al-tadrīs in licentia docendi je bila v tem, da je prvega podelil posamezni učenjak-učitelj, medtem ko je drugega podelil rektor univerze kot predstavnik fakultete in ne posamezni učenjak-učitelj.
Velik del študija na kolegiju medrese je bil osredotočen na preučevanje, ali so določena pravna mnenja skladna z verskim naukom. Znanstveni postopek določanja skladnosti se je začel z vprašanjem, ki ga je muslimanski laik, imenovan mustaftī, predstavil pravniku, imenovanemu mufti,  in od njega zahteval odgovor, imenovan fatwa. Pravno mnenje se je lahko nanašalo na posvetne in verske zadeve. Mufti, izvedenec za pravna mnenja, je vprašanje prevzel, ga preučil in intenzivno raziskal svete spise, da bi našel odgovor nanj.  Ta postopek znanstvenega raziskovanja se je imenoval ijtihād, dobesedno "prizadevanje (ali trud) do skrajne meje".

#### Medicinska šola
Poučevanje islamske medicine je najpogosteje potekalo v za to usposobljenih  bolnišnicah (bimaristan) in več specializiranih medicinskih medresah. V 15. stoletju so bile med 155 medresami v Damasku kar tri medicinske šole.
Toby Huff trdi,  da študentom medicine niso podeljevali spričeval, ker jih šola ni mogla podeliti. V islamskem svetu zato ni bilo sistematičnih preverjanj in certificiranj znanja, kakršna so bila v Evropi. Zgodovinarji Andrew C. Miller, Nigel J. Shanks in Dawshe Al-Kalai kljub temu poudarjajo, da je v Abasidskem kalifatu licenciranje zdravnikov postalo obvezno. Leta 931 je kalif Al Muktadir izvedel za smrt enega od svojih podanikov zaradi zdravniške napake in takoj ukazal svojemu muktasibu Sinanu ibn Thabitu, naj zadevo preuči in prepreči, da bi da bi zdravniki lahko zdravili brez opravljenih izpitov. Od takrat dalje so bili za izdajo licenc potrebni izpiti, zdravili pa so lahko samo  usposobljeni zdravniki.
V zgodnjem modernem obdobju Osmanskega cesarstva je Sulejman I. izdal dekret,  s katerim je medicina ob študijo hadita na medresah dobila najvišji položaj.

#### Medresa in univerza
Znanstvenika Arnold H. Green in Seyyed Hossein Nasr trdita, da so nekatere srednjeveške medrese že v 10. stoletju postale univerze, medtem ko na primer George Makdisi, Toby Huff in Norman Daniel trdijo, da evropske srednjeveške univerze nimajo vzporednic v islamskem svetu. Darleen Pryds se s tem ne strinja in poudarja, da so medrese in evropske univerze v sredozemski regiji ustanavljali bogati pokrovitelji in vladarji, ki so v zameno pričakovali njihovo podporo.  Veliko poznavalcev kljub temu trdi, da je so univerza in njene značilnosti izključno evropskega izvora, po Encyclopædia Britannica pa so bile najzgodnejše univerze ustanovljene v Aziji in Afriki in mnogo pred prvo evropsko srednjeveško univerzo.
Univerzo al-Karauin v Fesu, Maroko, ki jo je  leta 859 ustanovila Fatima al-Fihri, veliko zgodovinarjev šteje za najstarejšo univerzo na svetu. Četudi so diplome vseh stopenj izdajale tudi medrese, sta se univerzi al-Karauijin in al-Azhar v Kairu od njih razlikovali po tem, da sta imeli več institucij, da sta bili bolj univerzalni, imeli posebne fakultete za posamezne predmete in več mošej, medres in drugih institucij. Obe ustanovi se zato lahko šteje  za islamaki univerzi.
Univerzo al-Azhar v Kairu, Egipt, je leta 975 kot džamijo ustanovil Ismaʻīlī Shīʻī iz Fatimidske dinastije. Imela je več fakultet: teološko semenišče, islamsko pravo, pravoznanstvo, arabsko slovnico, islamsko astronomijo, zgodnjo islamsko filozofijo in logiko v islamski filozofiji. Podiplomski doktorat prava se je dobil samo po "ustnem izpraševanju, s katerim se je preverila izvirnost kandidatovih tez" in preskusu kandidatovih "sposobnosti braniti teze proti vsem ugovorom in polemikah, pripravljenih v ta namen". V Saladinovem obdobju  je imel ‘Abd al-Laṭīf al-Baghdādī na al-Azharju  tudi predavanja iz islamske medicine in astronomije.
Zelo zgodaj je bila ustanovljena tudi univerza (džamija) Nizamija v Bagdadu (1091).  Šteli so je za "največjo univerzo srednjeveškega sveta". Univerzo Mustansirija je ustanovil abasidski kalif al-Mustanṣir leta 1223. Na njej so se študirali verski predmeti, filozofija, matematika in naravoslovje.
Enačenje medrese z univerzo je se je  zataknilo pri vprašanju razumevanja obeh institucij. Medrese so doktorate (ijāzah) izdajaje samo na področju islamske verske zakonodaje (šeriat) in na nobenem drugem.  Drugi akademski predmeti, vključno z naravoslovjem, filozofijo in  književnostjo, so se šteli za pomožne predmete ob študiju šeriata. Astronomija, če sploh, se je poučevala samo v verske namene za določanje časov molitev. Iz tega je razvidno, zakaj je bila ptolemajska astronomija povsem zadostna in se še vedno poučuje na nekaterih sodobnih medresah. Diploma na dodiplomskem študiju prava se je na najbolj prestižni medresi al-Azhar tradicionalno podeljevala brez zaključnih izpitov samo na osnovi študentove prisotnosti na predavanjih. Na srednjeveški evropskih univerzah je doktorat podeljevala fakulteta in ne učitelj učencu po nekih osebnih kriterijih.
Specialisti za srednji vek, ki so definirali univerzo kot pravno samostojno institucijo, se ne strinjajo z enačenjem islamske medrese z univerzo, ker je bila univerza strukturno drugačna in po zakonu samostojna, medtem ko sta bili medresa in džamija običajno nadarbini (wakf). Specialisti so si kljub veliko podobnosti za medreso in džamijo izmislili naziv "islamski kolegij", po katerem so ju razlikovali od evropskih univerz.
Srednjeveška univerza kot oblika družbene organizacije je bila značilna izključno za Evropo. Kasneje se je začela pojavljati tudi drugod po svetu, vključno z muslimanskim vzhodom, in ostala taka vse do danes.
Evropske univerze so si kljub temu od medres izposodile veliko značilnosti, vključno s konceptoma diplome in doktorata. Islamskega izvora je verjetno tudi nekaj drugih izrazov in konceptov v sodobnih univerzah.  Takšna sta na primer izraza "stolica" (katedra), ker so islamski učitelji med poučevanjem sedeli na stolu, in "akademski krogi", ker so študentje med predavanji sedeli pred učiteljem v obliki kroga. Makdizi je v izrazoslovju naštel  kar osemnajst vzporednic, ki imajo korene v islamskem šolstvu.
Islamski znanstveni sistem fatwá in ijmāʻ, ki pomenita mnenje in soglasje, je bil osnova znanstvenega sistema, ki so ga zahodne univerze uvedle v  srednjem veku in se izvajajo še sanes. Makdisi in Goddard trdita, da je tudi ideja akademske svobode modelirana po islamskem zgledu iz 9. stoletja. Islamski vpliv je viden tudi pri ustanovitvi prve zavestno načrtovane univerze, ki jo je leta 1224 v Neaplju ustanovil sveti rimski cesar Friderik II. Vsi omenjeni vidiki evropskega srednjeveškega univerzitetnega življenja se kljub dokazom štejejo za plod izvirnega razvoja brez sledljivega islamskega vpliva.

### Izobraževanje žensk
Do 12. stoletja je bilo v islamskem svetu manj kot en odstotek učenjakinj. Zgodovinarja al-Sahavi (1428-1497) in Mohamed Akram Nadvi sta  odkrila, da jih je bilo od 15. stoletja najmanj  8.000. Al-Sahavi je cel zvezek svojega biografskega slovarja -awʾ al-lāmiʻ v dvanajst zvezkih namenil učenjakinjam in navedel podatke za 1.072 učenjakinj. Znanstvenik Mohamed Akram Nadvi, raziskovalec v Oxfordskem centru za islamske študije, je napisal 40 zvezkov o muḥaddithāt – učenjakinjah za hadit, in navedel najmanj 8.000 imen.
Od okoli leta 750 so v Abasidskem kalifatu "ženske postale znane po svojem znanju in ne po lepoti". Veliko žensk se je že od otroštva ukvarjalo z glasbo, plesom in pesništvom. Ena od njih je bila Maghbuba. Druga je bila Tavadud, "sužnja, ki jo je  domnevno za velik denar kupil  kalif Harun al-Rašid, ker je opravila izpite pri najslavnejših učenjakih s področja astronomije, medicine, prava, filozofije, glasbe, zgodovine, arabske slovnice, književnosti in šaha". Med najvidnejšimi je bila tudi Šuhda, ki je bila v 12. stoletju v Bagdadu znana kot "učenjakinja" in "ponos žensk". Spoštovanje žensk v obdobju Abasidov se je končalo z opustošenjem Bagdada leta 1258.
Ženske so igrale pomembno vlogo pri ustanavljanju številnih islamskih šol. Fatima al-Fihri, na primer, je leta 859 ustanovila Univerzo al-Karauin. Proces se je nadaljeval tudi med vladanjem Ajubidov v 12. in 13. stoletju. V tem času je bilo v Damasku ustanovljenih mošej in medres, od katerih so 26 ustanovile ženske kot svoje nadarbine. Mad vladarskimi ustanovitelji je bila polovica žensk.
Po mnenju sunitskega učenjaka Ibn ʻAsakirja (1105-1175) so v 12. stoletju v srednjeveškem islamskem svetu obstajale priložnosti za žensko izobraževanje,  da so   lahko študirale, pridobile  akademske diplome (ijazah) in se uleme in učitelje. To se je dogajalo predvsem v izobraženih družinah, ki so želele zagotoviti najvišjo mogočo izobrazbo tako sinovom kot hčerkam. Ibn ʻAsakir je sam izšolal 80 učiteljic različnih smeri. Izobraževanje žensk v islamskem svetu so navdihnile Mohamedove žene, zlasti Kadija, ki je bila uspešna poslovna ženska, in Ajša, ki je bila pomembna razlagalka  prerokovih dejanj. Po hadisu, ki je bil pripisan Mohamedu in Ajši, so bile ženske Medine hvale vredne zaradi želje po verskem znanju:
Kako čudovite so bile ženske ansarja; sramota jim ni preprečila, da bi postale poučene o veri.
Ker ni bilo običajno, da se ženske vpisujejo kot študentke v formalne razrede, so običajno obiskovale neformalna predavanja in študijska srečanja v mošejah, madarijih in drugih javnih prostorih. Čeprav ni bili nobenih zakonskih omejitev glede ženskega izobraževanja, nekateri moški niso pristajali na to prakso. Med njimi je bil na primer Mohamed ibn al-Hadž (umrl 1336), ki je bil zgrožen nad vedenjem nekaterih žensk, ki so v njegovem času neuradno prisostvovale na predavanjih:
[Razmislite], kaj počnejo nekatere ženske, ko se ljudje [moški]  zberejo s šejkom in poslušajo [recitacijo] knjig. Takrat pridejo tudi ženske, da bi poslušale branje; moški sedijo na enem mestu, ženske so obrnjene proti njim. Včasih se zgodi, da kakšno žensko odpeljejo; nekdo vstane, sede in na glas vpije. Razen  tega se bo pojavila njena aura; v njeni hiši bi bilo takšno izpostavljanje prepovedano - kako bi bilo to lahko bilo dovoljeno v mošeji, v prisotnosti moških?
Izraz aura (ʻawrah) se pogosto prevaja kot "nekaj, kar je nespodobno",  in  običajno pomeni, da lahko ženske v javnosti kažejo samo obraz in roke. Znanstvene razlage izrazov ʻawrah in ḥijāb se stalno spreminjajo in so bolj ali  manj stroge.

## Medrese po regijah

### Medrese v Osmanskem cesarstvu
Prva medresa v Osmanskem cesarstvu  je bila ustanovljena v İzniku leta 1331. Večina osmanskih medres je sledila izročilom sunitskega islama.
Ko je osmanski sultan ustanovil novo medreso, je na otvoritev povabil islamske učenjake s celega sveta. Murat II., na primer, je povabil učenjake iz Perzije, med njimi ʻAlāʼ al-Dīna ih Fakhr al-Dīna, ki sta pripomogla k dvigu ugleda nove medrese. Iz tega je razvidno,  da je bil islamski svet v zgodnjem modernem obdobju medsebojno povezan in izmenjaval znanje z drugimi islamskimi državami.  İnalcık omenja tudi to, da Osmanskega cesarstva niso obiskovali samo tuji učenjaki, ampak so po svetu potovali tudi osmanski učenjaki, predvsem v  Egipt, Perzijo in Turkestan. Islamski svet je bil očitno bolj povezan, kot se zdi, in podoben današnjem modernemu svetu, v katerem  posamezniki potujejo v tujino, da bi se izobraževali in izmenjavali znanje.
Sultan Mehmed II. Osvajalec je ustanovil kar osem medres: "na vsaki strani osmih mošej je bilo osem višjih medres za posebne študije in osem medres za pripravo študentov nanje". Dejstvo, da so bile medrese zgrajene ob mošejah ali v njihovi neposredni bližini, kaže na tesno povezavo med učenjem in vero. Študentje, ki so zaključili študije na nižji ravni, so postali danišmendi. Osmanski šolski sistem je bil očitno podoben sodobnemu.  Vseboval  je nižje in specializirane medrese. Za vpis na slednje je moral kandidat zaključiti šolanje nižji ravni.
V Osmanskem cesarstvu so bile medrese  razvrščene v štiri razrede (od najvišjega do najnižjega):
- semnije
- daruhalde
- medrese v Bursi, zgrajena pod prvimi sultani
- medrese, nadarbine visokih državnih funkcionarjev

Četudi so osmanske medrese ponujale različne veje študija, na prime kaligrafijo, govorništvo in intelektualne znanosti, so služile predvsem kot duhovna islamska središča za duhovno učenje. Cilj vseh znanj, predvsem duhovnih, je bil spoznanje Boga. Celi matematika in logika kot del učnega načrta sta bili povezani predvsem z religijo, ker sta "pripravili  um do pravilnega   razmišljanja in tako pomagali razkriti božanske resnice". Celi filozofija je bila dopustna samo kot pripomoček za potrditev doktrin islama. V Osmanskem cesarstvu so bile medrese predvsem središča za versko in šele zatem za drugo učenje. Čeprav so znanstveniki, na primer Goffman, trdili, da so bili Osmani  zelo strpni in živeli v pluralni družbi, se zdi, da so bile šole v resnici močno (islamsko) religiozne in ne religiozno pluralistične. Stanje v tedanji Evropi ni bilo zelo drugačno. Judovski otroci, na primer, so se črkovanja in osnovnih molitev  naučili doma, za učenje Tore pa so zatem obiskovali šole v okviru sinagog. Merry Wiesner-Hanks omenja, da so celo protestanti želeli poučevati "prave verske vrednote". Iz vsega tega je razvidno, da so imeli v zgodnjem modernem obdobju v Osmanskem cesarstvu in Evropi podobne ideje, kako upravljati šole in na kaj predvsem morajo biti osredotočene. Osmanske medrese so bile zelo podobne sodobnim šolam v tem smislu, da so ponujale širok nabor študijev, čeprav je bil njihov končni cilj potrjevanje in utrjevanje islamskih praks in teorij.

#### Učni program
Kot je bilo že omenjeno, je v večini znanja in naukov, ki so jih prenašali  na učence,  prevladovala religija. Versko učenje je bilo "edina prava veda, katere edini cilj je bilo razumevanje Božje besede".
Po İnalcıku so v učni program spadale:
- kaligrafske znanosti, kot so slogi pisanja
- ustne znanosti, kot so arabski jezik, slovnica in sintaksa
- intelektualne znanosti, kot sta logika in islamska filozofija
- duhovne znanosti, teoretično na primer islamska teologija in matematika, praktično na primer islamska etika in politika

#### Družbeno življenje in medresa
Tako kot v vseh drugih državah v zgodnjem modernem obdobju, kot sta bili v Evropi Italija in Španija, v katerih je bilo življenje tesno povezano s šolo in Cerkvijo, je bilo v Osmanskem cesarstvu družbeno življenje vzajemno povezano z medreso. Medrese so se gradile kot razširjen del mošej z več vsebinami, vključno s kuhinjami za reveže. Versko in družbeno življenje v osmanskih mestih sta bili torej tesno povezani. Pravilo ni veljalo samo za Osmansko cesarstvo, ampak za cel islamski svet. Zelo podobno ružbeno stanje je bilo v tem času tudi v Evropi. Goffman o tem pravi: "Tako kot so mošeje prevladovale v družbenem življenju Osmanov, so cerkve in sinagoge prevladovale v življenju kristjanov in Judov."  Medrese so bile torej preprosto del družbenega življenja, v katerih so se učenci naučili osnov svojih družbenih vrednot in prepričanj.

### Medrese v Južni Aziji

#### Bangladeš
V Bangladešu so tri kategorije medres: izvirne darse nizami, preoblikovane darse nizami in višje alia nisab. Prvi dve kategoriji se običajno štejeta za qawmi  ali nevladne medrese. Med njimi so najbolj znane Al-Jamiatul Ahlia Darul Ulum Moinul Islam v Hathazariju, Al-Jamiah Al-Islamiah Patiya v Patiyi in Jamia Tawakkulia Renga Madrasah v Sylhetu. 
Leta 2006 je bilo v Bangladeču registriranih 15.000 qawmi medres. Če se k njim prišteje še neregistrirane, se njihovo število več kot podvoji.

#### Indija
V Indiji večina medres sledi hanafijski miselni šoli. Med najpomembnejše spadajo 
Aljamea-tus-Saifiyah (izmailistična), Al Jamiatul Ashrafia, Mubarakpur, Manzar Islam Bareilly, Jamia Nizamdina New Delh in Jamia Nayeemia Muradabad, ki je ena od največjih učnih središč za barelve. Čerav je v učne načrte medres vključeno predvsem koransko izobraževanje, si država prizadeva, da se vanjo vključile tudi matematika, računalništvo in naravoslovje.

##### Širjenje
Po ustanovitvi Britanske Indije so začeli muslimanski učenjaki zapuščati Indijo in ustanavljati medrese drugod po svetu. Men njimi je bila najvidnejša Darul Ulum Holocombe v Angliji, na kateri sta se izšolala učenjaka Šejk Ibrahim Memon Madani in Darul Uloom Al-Madania. 

##### Kerala
Islamsko šolanje v Kerali se je začelo v 8. stoletju z ustanovitvijo medrese, namenjene predvsem otrokom. Britanske kolonialne oblasti so šolanje podprle in ga razširile.
Sistem arabskega in islamskega šolanja je še bolj razširila vlada indijske zvezne države Kerala. V islamskih šolah je leta 2005 okoli 6.000 muslimanskih arabskih učiteljev poučevalo okoli 500.000 muslimanskih učencev. Učni program in akreditacijo novih šol in kolegijev opravlja od države imenovan odbor in ne kakšna zasebna ali verska ustanova. Osnovno izobraževanje iz arabskih in islamskih študij omogoča študij na vseh višjih in visokih šolah, kar v severni Indiji ni mogoče. Medrese v Kerali so torej enakovredne drugim državnim šolam. Samo na Univerzi v Kalkuti in Univerzi Kannur je na voljo več kot enajst kolegijev za študij na dodiplomski in podiplomski ravni. Na univerzah študirajo in predavajo tudi ženske. Izobraževanje usmerjajo in vodijo odbori za islamske študije (Samastha Kerala Islamic Education Board, Kerala Nadvathul Mujahideen, Jamaat-e-Islami Hind in Jamiat Ulema-e-Hind), akreditirani pri Keralski vladi.
Lingua franca keralskih muslimanov je malajalščina in ne urdujščina. Keralske medrese in kolegiji so zaradi jezikovne bariere zato relativno neznani v primerjavi z drugimi indijskimi, v katerih je uradni jezik urdujščina.
Arabski in islamski izobraževalni sistem v Kerali je postal v sodobnem času kanal za zaposlovanje Indijcev na Bližnjem vzhodu.

#### Pakistan
V Pakistanu so se začele medrese kot kolegiji ustanavljati v 11. stoletju, vendar so obstajale že pred tem. Medrese niso imele samo verske, ampak tudi posvetne ustanove in šolale zdravnike, uradnike, sodnike in učitelje. Sodobne medrese posnemajo sodoben izobraževalni sistem. Takšna je na primer Jamia-tul-Madina, veriga islamskih šol v Pakistanu, Evropi in drugih državah. Znana je tudi pod imenom  Faizan-e-Madina. Ustanovitelj Dawat-e-Islami je verigo  začel v Pakistanu in jo od tam širil po svetu.

### Jugovzhodna Azija
V Jugovzhodni Aziji lahko muslimanski študentje izbirajo med državnimi posvetnimi šolami in islamskimi šolami. V Maleziji in Indoneziji se medrese imenujejo Sekolah Agama (verska šola), na Tajskem โรงเรียนศาสนาอิสลาม (šola islama) in na Filipinih medresa. V državah, kjer islam ni prevladujoča religija, se islamske šole ustanavljajo v posameznih regijah, v južni Tajski na primer na jugu ob tajsko-malezijski meji, na Filipinih pa na Mindanau z znatno muslimansko populacijo.

#### Singapur
V Singapurju so medrese zasebne šole pod nadzorom Majlis Ugama Islam Singapura (MUIS, Islamki verski odbor Singapurja). V Singapurju je šest medres, štiri mešane in štiri za dekleta.

#### Filipini
Leta 2004 so na Filipinih medrese prevladovale v 16 regijah z muslimansko večino. V teh regijah se islamske vrednote poučujejo tudi v državnih šolah. Od leta 2005 deluje tudi nekaj zasebnih medres, raztresenih po celem Mindanau.

### Zahodni svet

#### Južnoafriška republika
V Južnoafriški republiki  igrajo medrese pomembno socialno in kulturno vlogo kot izvenšolska verska ustanova za muslimanske otroke iz posvetnih državnih in zasebnih šol. Vedno več muslimanskih otrok iz premožnih družin obiskuje popolnoma zasebne islamske šole, ki združujejo posvetno in versko izobraževanje. Za muslimane iz Indije obstajajo tudi medrese, ki poučujejo v urdujščini, vendar jih je mnogo manj kot nekoč.

#### Kanada
Prva medresa v Severni Ameriki, Islamski institut Al-Rashid, je bila ustanovljena v Cornwallu, Ontario leta 1983. Šolanje na njej poteka na dodiplomski (hafiz) in podiplomski ravni (ulema).  Zaradi bližine Združenih držav Amerike je v medresi veliko ameriških študentov. 

#### Združene države Amerike
26. maja 2012 je muslimanski kongresnik André Carson iz Indijane predlagal ustanovitev dodatne medrese v Združenih državah Amerike. V Queensu, New York že obstaja medresa Shia Ithna-Asheri Jamaat. Kot medresa služi tudi Darul Uloom v New Yorku, podružnica Darul Uloom Haqqanije v Pakistanu.

## Pogoste napačne predstave
Po dogodkih 11. septembra 2001 so zlasti zahodni komentatorji medrese pogosto opisovali kot kraje, ki so izvor vahabizma – skrajne oblike  islama. Beseda medresa (arabsko مدرسه) pomeni katero koli izobraževalno ustanovo, ne glede na njeno vsebino, in nima nobenega političnega  ali verskega ozadja. Beseda je popolnoma enakovredna  slovenski besedi šola. Medrese imajo pogosto različne učne načrte. Nekatere medrese v Indiji, na primer,  so povsem posvetne. Čeprav so bile prve medrese ustanovljene predvsem za pridobivanju "znanja o Bogu", so poučevale tudi druge predmete, na primer matematiko in pesništvo. V Osmanskem cesarstvu, na primer, so v medresah poučevali sedem kategorij znanj: slogi pisanja, ustne znanosti, na primer arabski jezi, slovnica, govorništvo in zgodovina, in intelektualne znanosti kot je logika. Podobno se je dogajalo tudi v zahodnem svetu, v katerem so se univerze začele kot institucije katoliške cerkve.